# Rio Dotmir
O Rio Dotmir é um rio da Romênia, afluente do Rio Crişul Repede, localizado no distrito de Cluj.